# Corps-Nuds
Corps-Nuds (bretonisch: Kornuz; Gallo: Cornut) ist eine französische Gemeinde mit 3.555 Einwohnern (Stand: 1. Januar 2022) im Département Ille-et-Vilaine in der Region Bretagne. Sie gehört zum Arrondissement Rennes und ist Teil des Kantons Janzé. Die Einwohner werden Cornusiens genannt.

## Geographie

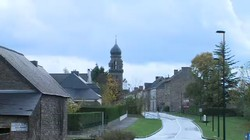
Blick in den Ort

Corps-Nuds liegt am Fluss Ise. Umgeben wird Corps-Nuds von den Nachbargemeinden Saint-Armel im Norden, Crotigné im Nordosten, Amanlis im Osten, Janzé im Osten und Südosten, Brie im Südosten, Chanteloup im Süden und Südwesten sowie Bourgbarré im Westen und Nordwesten.
Der Ort hat einen Bahnhof an der Bahnstrecke Châteaubriant–Rennes.

## Geschichte
Der Ort existierte bereits zu römischer Zeit. Bei Gregor von Tours wird ein Cornutius vicus als ein Ort des gallischen Volks der Redonen genannt.

### Bevölkerungsentwicklung
| Jahr      | 1962 | 1968 | 1975 | 1982 | 1990 | 1999 | 2006 | 2011 |
| Einwohner | 1412 | 1409 | 1515 | 1692 | 2154 | 2458 | 2819 | 3094 |

## Sehenswürdigkeiten
- Kirche Saint-Maximilian Kolbe (bis 2011: Saint-Pierre), neobyzantinischer Bau, seit 2004 Monument historique (siehe auch: Kanzel (Corps-Nuds))
- Schloss Le Châtellier, 1632 errichtet, seit 1993 Monument historique

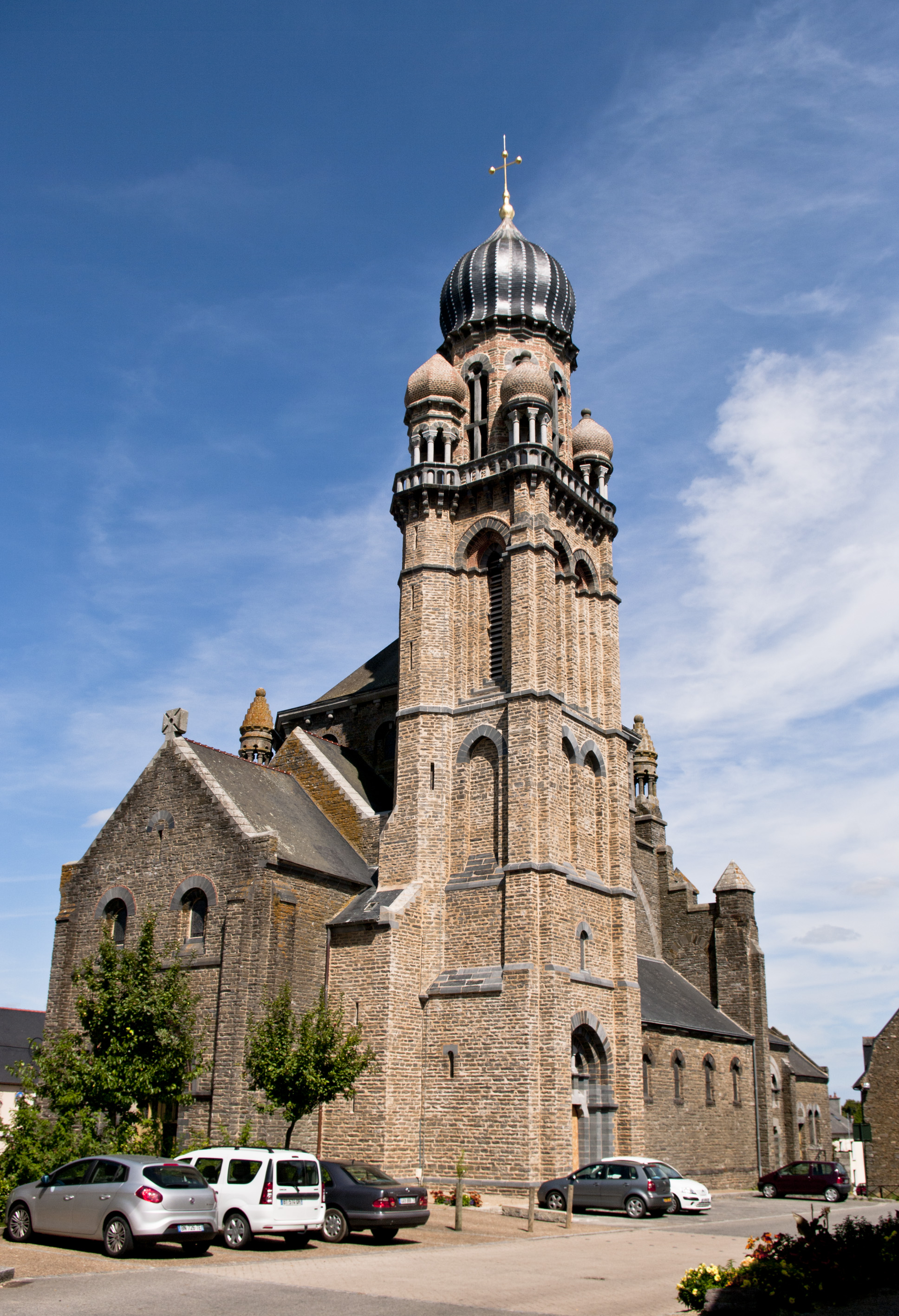
Kirche Saint-Maximilian Kolbe

## Gemeindepartnerschaften
Mit der irischen Gemeinde Kildare im County Kildare seit 1992 und seit 2011 mit der rumänischen Gemeinde Săliște in Siebenbürgen bestehen Partnerschaften.